# Historische topografische Namen im 2. Wiener Gemeindebezirk
Historische topografische Namen im Wiener Gemeindebezirk Leopoldstadt

## Um 1835

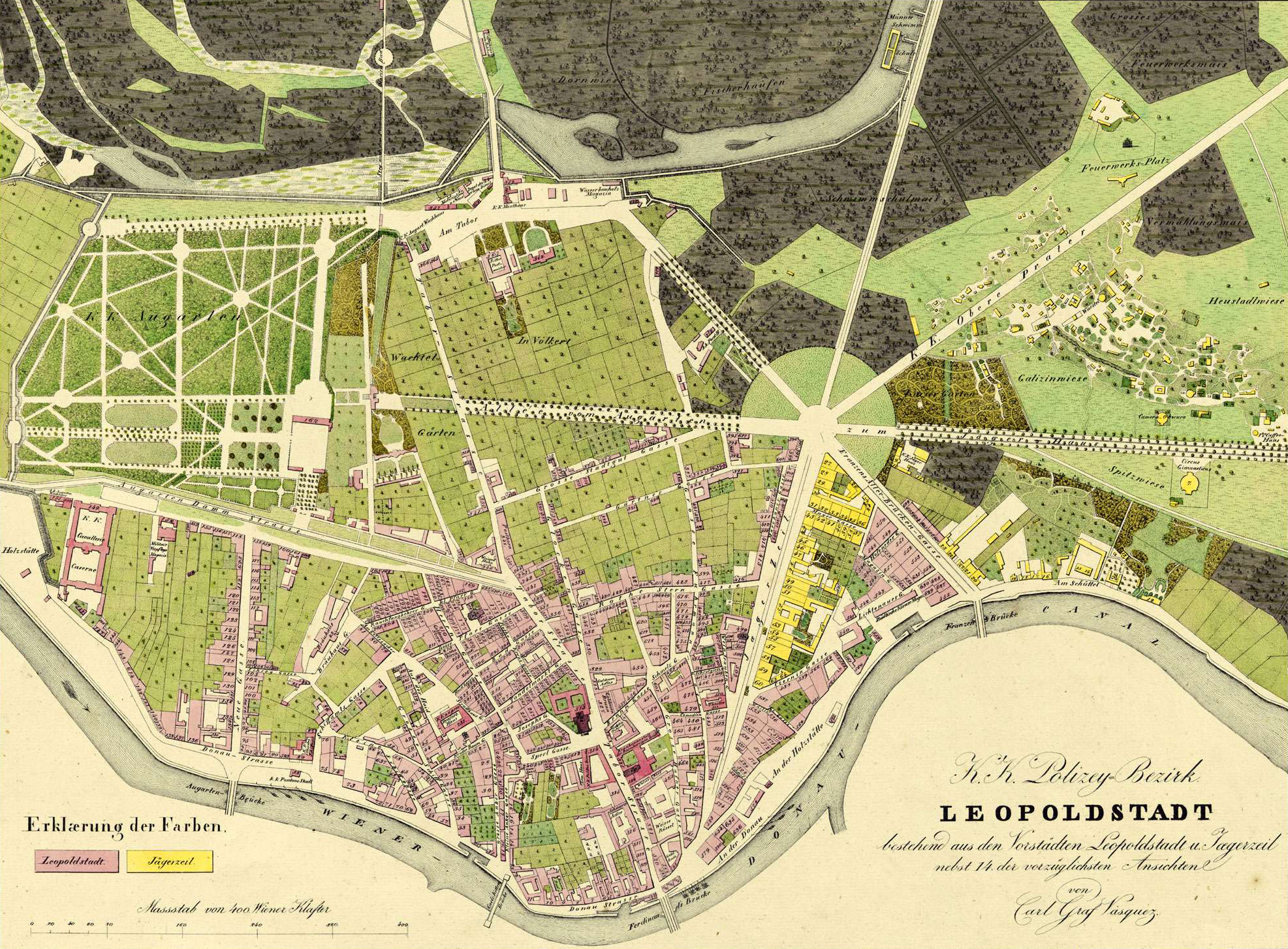
Die Karte von Carl Graf Vasquez

Der verarmte Adelige Carl Graf Vasquez, geb. 1796 in Klattau, Böhmen, gest. 1861 in Ofen (Budapest), arbeitet im Biedermeier als Kartograf und bringt ab 1827 detaillierte und illustrierte Stadtpläne der k.k. Polizey-Bezirke Wiens und seiner Vorstädte heraus.
Dem ohne Jahreszahl herausgegebenen Blatt K. K. Polizey-Bezirk Leopoldstadt, bestehend aus den Vorstädten Leopoldstadt und Jägerzeil nebst 14 der vorzüglichsten Ansichten von Carl Graf Vasquez (es muss, da keinerlei Hinweis auf den Bau des Nordbahnhofes aufscheint, vor 1839 erschienen sein) sind folgende topografischen Bezeichnungen entnommen und den alphabetisch angeordneten heutigen Bezeichnungen gegenübergestellt.
- Afrikanergasse: Marokkanergasse
- Ferdinandstraße: An der Holzstätte
- Große Mohrengasse: Große Hafnergasse
- Große Sperlgasse: Herrngasse
- Haidgasse: Badgasse
- Hollandstraße: Große Ankergasse, 1883–1919 Stephaniestraße
- Im Werd: Auf der Haid
- Karmelitergasse: Josephsgasse
- Karmelitermarkt: K. K. nö. Strafarbeitshaus
- Kleine Pfarrgasse: damals teilweise Rauchfangkehrergasse
- Körnergasse: Magazingasse
- Leopoldsgasse: teilweise Am Gottesacker; Straffhausgasse
- Nordbahnviertel: In Völkert (Grüngebiet)[2]
- Nordportalstraße, Perspektivstraße: Vermählungsmais (Mais = Jungwald oder Holzschlag)
- Novaragasse: Gärtnergasse
- Obere Augartenstraße: Augarten-Damm-Straße
- Praterstraße: Jägerzeile
- Salztorbrücke: Carls Kettenbrücke bzw. -steg, 1886–1919: Stephaniebrücke
- Schmelzgasse: damals teilweise Brunngasse
- Schwedenbrücke: 1819–1920 Ferdinandsbrücke
- Stuwerviertel: Schwimmschulmais, Feuerwerksmais, Feuerwerksplatz
- Taborstraße, Häuserblöcke zum Augarten: Wachtelgründe
- Untere Augartenstraße: Neue Gasse
- Zirkusgasse: Große Fuhrmannsgasse

## Um 1910
Aus dem Vergleich des Stadtplanes 2008 mit einem um 1910 erschienenen ergeben sich folgende Veränderungen:
- Böcklinstraße: bis 1919 Valeriestraße, im Pratercottage
- Friedensbrücke: 1871–1926 Brigittabrücke
- Mexikoplatz: Erzherzog-Karl-Platz 1884–1919 und 1935–1956, 1919–1935 Volkswehrplatz
- Floridsdorfer Brücke: Kaiser-Franz-Josef-Brücke, 1945–1955 Malinowskibrücke
- Ostbahn: Staatsbahn
- Reichsbrücke: Kronprinz-Rudolf-Brücke bis 1919, 1946–1955 Brücke der Roten Armee
- Rotundenbrücke: 1811–1819 Rasumofskybrücke, 1825–1919? Sophienbrücke
- Rustenschacherallee: bis 1921 Prinzenallee, bis 1889 Kronprinzstraße, im Pratercottage
- Stadionbrücke: 1872–1919 Kaiser-Josef-Brücke, 1919–1937 Schlachthausbrücke
- Stadlauer Brücke: Staatsbahnbrücke

Brücken mit ihren früheren Namen: siehe hier

## Zeit des Nationalsozialismus
In der Zeit der nationalsozialistischen Herrschaft, 1938–1945, fanden unter anderen folgende Umbenennungen statt:
- Heinestraße: Schönererstraße
- Lassallestraße: Reichsbrückenstraße

## Gegenwart
Eine Bürgerinitiative im Stuwerviertel forderte 2008 die Umbenennung der Arnezhoferstraße. Sie wurde unter Bürgermeister Karl Lueger 1906 nach Johann Ignaz Arnezhofer, dem ersten Pfarrer der Leopoldskirche (1671), benannt, der sich 1670 bei der Vertreibung der jüdischen Wiener aus dem Getto im Unteren Werd als Kommissär zur Ordnung der israelitischen Angelegenheiten betätigt hat und ein überzeugter Antisemit gewesen sein soll. Die Stadtverwaltung lehnte die Umbenennung ab, da deren Aufwand und Kosten zu hoch seien. Mittlerweile wurde die Kritik an Arnezhofer durch die historische Forschung nicht bestätigt (siehe Umbenennungen).